# Sexy Girl (film)
Sexy girl (Voulez-vous danser avec moi?) è un film del 1959 diretto da Michel Boisrond.

## Trama
Dopo soli tre mesi di matrimonio Andrea e Virginia sono già ai ferri corti. Andrea viene sedotto da Anita Florès, proprietaria di una scuola da ballo, che lo ricatta con delle fotografie del loro incontro scattate di nascosto. Furioso, Andrea si reca alla scuola per minacciarla, ma la trova morta. Virginia, sospettando di essere tradita, lo raggiunge  e lo trova accanto al cadavere; dopo averle spiegato di non essere stato lui fuggono da una porta sul retro.
Venuta a sapere che l'assassino è stato visto scappare dal tetto, Virginia si fa assumere nella scuola come insegnante per scoprire l'autore del delitto. Qui scopre Daisy e Léon tramare qualcosa e consegnare una lettera anonima al commissario Marchal. La missiva viene però intercettata da Virginia, che la apre, leggendovi una rivelazione: "l'assassino è Geraldo Lalemand". Virginia telefona a Geraldo e questi le dà appuntamento in un locale. Non presentatosi, lei si reca a casa sua, ma la governante Brigida afferma che il signor Lalemand è morto da tre anni, e attraverso altri particolari ingenuamente riferiti dall'anziana donna e da un altro ragazzo conosciuto alla scuola, viene a conoscenza di trattarsi del figlio.
Riuscita a farsi ricevere da costui, egli le rivela che Anita era l'amante del defunto padre, e che questi aveva vincolato l'eredità di 50 milioni su Anita, che ne sarebbe stata l'usufruttuaria finché in vita. Nello stesso istante il commissario Marchal gli trae un tranello facendolo telefonare da Léon, nel frattempo arrestato. Virginia lo colpisce alle spalle, tramortendolo, fino all'arrivo della polizia.

## Produzione
Il soggetto del film è tratto dal romanzo The Blonde Died Dancing di Kelley Roos.
Il ruolo di Anita era stato assegnato a Sylvia Lopez, che dopo pochi giorni di riprese dovette rinunciare a causa della leucemia che la colpì. Henri Vidal morì poco tempo dopo aver ultimato le riprese.
Gli incassi del film non furono soddisfacenti come quelli delle precedenti pellicole con la Bardot e questo indusse il produttore Raoul Lévy a interrompere la loro collaborazione.

## Accoglienza

### Critica
(Leo Pestelli, la Stampa, 14 febbraio 1960)